# Henckelia missionis
Henckelia missionis är en tvåhjärtbladig växtart som först beskrevs av R. Brown, och fick sitt nu gällande namn av A. Weber och Brian Laurence Burtt. Henckelia missionis ingår i släktet Henckelia och familjen Gesneriaceae. Inga underarter finns listade i Catalogue of Life.